# UraN
UraN（うらん、1997年3月7日 - ）は福島県出身の女性YouTuber。クリエイターユニット「くれいじーまぐねっと」のメンバー。スターレイプロダクション所属。ぽっちゃり女子向けファッション誌「la farfa」専属モデル。血液型はO型。

## 人物
- くれいじーまぐねっとのお母さん的存在[1]。
- 食べることが大好きな令和のおデブタレント[1]。
- 身長は153cmで、足のサイズは23.5cm。右利き[動画 1]。

## 経歴
テレビに出たいという気持ちで事務所に入り、2018年2月に事務所の勧めで「くれいじーまぐねっと」メンバーとしてYouTube活動を始める。
2023年1月30日、以前から交際していた動画クリエイターの「あさひ」との結婚、第一子妊娠を発表した。
2023年5月18日のInstagramで2023年3月に3508gの第一子の女児が誕生したことを発表した。くれいじーまぐねっとの動画では「ぽこ」の愛称で親しまれている。

## 出演

### テレビ番組
現在の出演番組
- シェア!（2021年10月4日 - 、福島放送）

過去の出演番組
- 痛快TV スカッとジャパン（2020年5月、フジテレビ）[5]
- 青春しか勝たん（2020年10月、BSテレビ東京）

### ウェブドラマ
- 蒼い夏（2019年4月16日 - 26日、Nom de plume、全4回） - キミー役[6]

### ライブ&イベント
- 東京ストリートコレクション（2019年5月）[7]
- TGC TEEN 2019 Winter（2019年12月）[8]
- SPINNS×くれいじーまぐねっと 5都市来店イベント（2020年1月）[9]

### 動画
1. ↑  くれいじーまぐねっと CrazyMagnet (2 December 2023). 今年はこれで締めくくろうと思ったら男子への不満爆発して大炎上不可避... YouTube (YouTube). 2024年11月21日閲覧。